# Paraguayische Volleyballnationalmannschaft der Frauen
Die paraguayische Volleyballnationalmannschaft der Frauen ist eine Auswahl der besten paraguayischen Spielerinnen, die die Federación Paraguaya de Voleibol bei internationalen Turnieren und Länderspielen repräsentiert.

## Geschichte

### Weltmeisterschaft
Bei der bislang einzigen Teilnahme an einer Volleyball-Weltmeisterschaft belegte Paraguay 1982 den neunten Rang.

### Olympische Spiele
Paraguay konnte sich noch nie für Olympische Spiele qualifizieren.

### Südamerikameisterschaft
Nach zwei vierten Plätzen 1956 und 1958 mussten sich die paraguayischen Frauen 1964 nur Peru geschlagen geben und wurden drei Jahre später Dritter. Nach einem erneuten vierten Platz 1971 wurden sie 1975 als Gastgeber Fünfter. Bei den nächsten acht Turnieren schwankten sie zwischen Rang vier und sechs, 1985 waren sie nicht dabei. Vom achten Platz 1995 steigerten sie sich 1999 und 2001 nochmal auf den sechsten Platz. Bei der Meisterschaft 2007 wurden sie Achter.

### World Cup
Im World Cup hat Paraguay bisher nicht mitgespielt.

### World Grand Prix
Auch der World Grand Prix fand bisher ohne paraguayische Beteiligung statt.